# Трагедія на Гіллсборо
Траге́дія на Гі́ллсборо (англ. Hillsborough Disaster) — тиснява, що сталась 15 квітня 1989 року та призвела до смерті 97 уболівальників клубу «Ліверпуль» (766 отримали поранення) на півфінальному матчі Кубка Англії з футболу між клубами «Ноттінгем Форест» і «Ліверпуль». Події відбувалися на стадіоні «Гіллсборо» в Шеффілді.

## Перебіг подій
Півфінальний кубковий матч між клубами «Ноттінгем Форест» і «Ліверпулем» був призначений на 15:00. Беручи до уваги підвищений інтерес до гри і слабку пропускну здатність турнікетів на стадіоні «Гіллсборо», організатори звернулись до шанувальників клубу з проханням прийти на стадіон заздалегідь, що все одно не допомогло врятувати ситуацію. Більше того, коли до початку гри залишалося близько десяти хвилин, разом з уболівальниками, які мали квитки, до стадіону стяглося близько чотирьох тисяч тих, хто як і раніше залишався без квитків.
В результаті перед турнікетами скупчилася велика кількість людей. З'явились перші ознаки тисняви. У цей момент командувач безпекою на стадіон шеф-суперінтендант поліції Девід Дакенфілд через підлеглих запитав: «У всіх є квитки?, — Підніміть їх!». Коли вболівальники виконали його вимогу, офіцер, порахувавши, що безбілетників в загальній масі небагато, наказав своїм підлеглим відкрити ворота і пустити всіх без перевірки. Глядачі, які вже сиділи на практично заповненій трибуні, виявилися замкненими огорожами з трьох боків і натовпом з четвертої. Ті, що стояли в перших рядах і притиснуті до металевих огорож люди почали задихатись.
На 6-ій хвилині матч був зупинений, проте в результаті неграмотних дій поліції і стюардів, які не відразу зрозуміли суть того, що відбувається, приймаючи спроби уболівальників вивільнитися з тисняви за хуліганське бажання прориву на поле (проти тих, хто намагалися врятуватися, був направлений загін поліцейських з собаками), великої кількості жертв уникнути не вдалося. На благання відкрити одну з огорож, щоб відкрити шлях загибаючим людям на поле, поліція відповіла відмовою, оскільки не могла зробити цього без наказу від Дакенфілда.
На місці трагедії загинули 93 людини, ще двоє померли кілька днів по тому, а ще через чотири роки помер чоловік, який весь цей час провів у комі. Більше семиста людей отримали травми. У тисняві загинув двоюрідний брат капітана сучасного «Ліверпуля» Стівена Джеррарда. Число жертв і постраждалих могло би бути значно менше, якби на стадіон були пропущені карети швидкої допомоги, однак поліція не допустила їх. В результаті на стадіоні виявилася лише одна бригада — решті потерпілим допомогу надавали інші вболівальники «Ліверпуля».
Через чотири дні після трагедії бульварна газета «The Sun» опублікувала на першій шпальті «сенсаційний» репортаж під заголовком The Truth («Правда»), в якому стверджувалося, що:
- У загибелі вболівальників винні п'яні фанати «Ліверпуля», що прорвалися в заповнений сектор;
- Вболівальники «Ліверпуля» мочилися на поліцейських, пожежників, а також на тіла своїх загиблих товаришів і мародерствували;
- Фанати били поліцейських, які робили штучне дихання постраждалим.

Попри те, що документальними свідченнями ці твердження були спростовані, редакція відмовилася приносити свої вибачення. Боротьба проти газети ведеться досі — у Мерсісайді багато газету не купують принципово, попри те, що це видання користується величезною популярністю по всій країні.

## Наслідки трагедії
За підсумками цієї події була складена так звана Доповідь Тейлора, в якій аналізувались причини події та давались рекомендації, як уникнути цього в майбутньому. У числі іншого, було прийнято рішення прибрати зі стадіонів решітки і стоячі тераси.

### Вшанування пам'яті
У Ліверпулі був відкритий меморіал пам'яті загиблим в тисняві на стадіоні. Щороку 15 квітня на «Енфілді» проводиться меморіальна служба, присвячена жертвам трагедії, в якій беруть участь гравці та керівництво команди. Щорічно клуб докладає всіх зусиль для того, щоб першій, резервній і молодіжній командам не доводилося проводити матчі цього дня.
Двадцяту річницю трагедії вшанували хвилиною мовчання в Ліверпулі, де на стадіоні «Енфілд» зібралося понад 30 тисяч осіб, і на міській площі Ноттінгема. Жалобні заходи в Шеффілді не проводилися за погодженням з сім'ями загиблих. Перед присутніми на щорічній службі на «Енфілді» людьми виступив міністр культури Великої Британії Енді Бернем, його промова, в якій згадувалися дії влади під час трагедії, була зустрінута обуренням.
У приховувані правді про трагедію місцеві жителі звинувачували зокрема тогочасну прем'єр-міністра Великої Британії Маргарет Тетчер. 8 квітня 2013 року, після оголошення новини про її смерть, фани футбольної команди «Ліверпуль» влаштували гуляння. Вболівальники святкували смерть Тетчер з плакатами, на яких було написано «Відьма померла» і з піснею «Коли Тетчер помре, ми влаштуємо вечірку».

## Жертви трагедії
| Вік     | Загалом | Чоловіки | Жінки |
| ------- | ------- | -------- | ----- |
| 10–19   | 38      | 36       | 2     |
| 20–29   | 40      | 36       | 4     |
| 30–39   | 12      | 11       | 1     |
| 40–49   | 3       | 3        | 0     |
| 50–59   | 1       | 1        | 0     |
| 60–69   | 2       | 2        | 0     |
| Загалом | 97      | 90       | 7     |

## Розслідування
Спочатку влада основну частину провини за трагедію поклали на самих уболівальників і конструктивні особливості стадіону та назвала смерть фанатів нещасним випадком.
Але родичи загиблих не погодились з висновками розслідування і вимагали справедливості у відношенні жертв. Енн Вільямс, мати одної з жертв, сформувала групу впливу «Надія для Гіллсборо», пізніше — «Кампанія за справедливість Гіллсборо», зрештою ставши її головою.

### Незалежна комісія
Наполегливість учасників «Кампанії за справедливість Гіллсборо» спонукала до створення Незалежної комісії Гіллсборо.
У лютому 2010 року була створена Незалежна комісія з розслідування причин трагедії на стадіоні «Гіллсборо» під керівництвом єпископа Ліверпуля Джеймса Джонса. Незалежна комісія в офіційній доповіді прийшла до висновку, що поліція намагалася перекласти провину за смерть уболівальників на самих фанатів, щоб приховати свою некомпетентність.
Високий суд Лондона, у грудні 2012 року, анулював винесені в 1990 році вердикти і дозволив проведення нового розслідування у світлі наявності нових матеріалів про обставини трагедії.

### Суду присяжних
Згодом, у 2016 році, внаслідок проведеного розслідування було встановлено, що 96 уболівальників загинули через прорахунки в роботі поліції, недосконалу конструкцію стадіону, дефекти у структурі та системі безпеки самого стадіону. Через дії співробітників стадіону та поліції служби порятунку не змогли вчасно дістатися місця трагедії й надати допомогу тим, кого ще можна було врятувати. Суд присяжних у місті Воррінґтон встановив, що вболівальники «Ліверпуля» не винні у трагедії, а смерть 96 фанатів є вбивством. Після трагедії на матчі 15 квітня 1989 року правила безпеки на стадіонах переглянули.

## Гіллсборо (фільм)
Основна стаття: Гіллсборо (фільм)
Фільм драма, який є художньою реконструкцією даної трагедії, вперше показний 5 грудня 1996 року на телеканалі «Гранада Телевіжн». Цей фільм був добре оцінений як телевізійною публікою так і критиками. Незалежна телевізійна комісія оцінила його як: «можливо, найкраща драма на телебаченні 1996 року». Також фільм виграв премію БАФТА у 1997 році, як найкраща драма, найкращий монтаж та найкраща музика. А у 2000 році Британський інститут кіно розмістив Гіллсборо під номером 54 у своєму списку 100 найкращих телевізійних програм Британії.

## Енн (телевізійний міні-серіал)
Історія боротьби Енн Вільямс лягла в основу теледрами ITV «Енн», яка вийшла в ефір у січні 2022 року.